# Sappho (1921)
Sappho ist ein deutsches Stummfilmdrama aus dem Jahre 1921 von Dimitri Buchowetzki mit Pola Negri in der Hauptrolle.

## Handlung
Der Ingenieur Andreas de la Croix ist an eine Gesellschafts- und Lebedame namens Sappho geraten, die ihm gehörig den Kopf verdreht hat und deren erotische Ausstrahlung und Verführungsspielchen ihn in den Irrsinn getrieben haben. Infolgedessen wurde Andreas in eine Nervenheilanstalt eingewiesen, wo sein Vernarrtsein in jene Dame wahnhafte Züge annimmt. Als der Lebemann Teddy Andreas’ Bruder Richard eines Abends in das Odeon mitnimmt, begegnet auch dieser Sappho, ohne zu wissen, dass diese hemmungslose Frau für den Niedergang von Andreas verantwortlich ist. Richard will sich daher an dieser Frau rächen, doch es kommt wie zu befürchten war: Auch Richard verliebt sich in Sappho, und wider Erwarten entwickelt diese Sirene bei ihm zum ersten Mal ernsthafte Gefühle für einen Mann. Sappho beschließt, fortan ihr Leben als „männermordender Vamp“ hinter sich zu lassen, während Richard, nach dem Wissen um ihre Vergangenheit und ihre Vergehen an Andreas, seine Beziehung zu ihr beenden will.
Richard, dessen Bruders Geisteszustand nunmehr von gefährlichen Wahnvorstellungen geprägt wird, wendet sich daraufhin schlagartig von Sappho ab. Um endgültig von ihr loszukommen, stürzt er sich in eine Ehe mit der braven Maria Garden, einer Jugendfreundin. Doch wie einst Andreas kann auch Richard nicht von der eine dämonische Macht auf ihn ausübenden Sappho lassen. Es drängt ihn geradezu danach, die weibliche Sirene wieder zu sehen und mit ihr zusammenzukommen. Als es zu einer erneuten Begegnung kommt, erscheint ihm Sappho wie verwandelt. Richards Liebe zu ihr hat im Lauf der Zeit aus Sappho eine andere, eine anständige und aufrichtige Person gemacht.
Derweil ist Andreas aus der Irrenanstalt geflohen, nachdem er seinen Fluchthelfer umgebracht hat. Im Großstadtgewirr stürzt er auf einen gut gekleideten Herrn in einem Auto, erwürgt ihn und entreißt dessen Kleidungsstücke, die er anzieht. Andreas ist in seinem Wahn nur noch darauf aus, diejenige Person zu ermorden, die ihm all dieses Leid zugefügt hat: Sappho! Bei einer Festivität, einem Maskenball, an dem auch Richard und Sappho teilnehmen, kann er die beiden in einer intimen Situation in einem Raum stellen. Im nachfolgenden, kurzen Handgemenge wirft Andreas seinen Bruder, der gerade mit Sappho eng umschlungen zugange war, aus dem Zimmer. Dann drängt er der zu Tode erschrockenen Sappho seinen Kuss auf und würgt sie so lange, bis sie leblos auf seinen Schoß niedersinkt. Richard kehrt mit Hilfe von Ballgästen in den Raum zurück und muss feststellen, dass Sappho nicht mehr lebt. Weinend bricht er auf ihrem toten Körper zusammen. In der Schlussszene wird Sapphos Leichnam aus dem Zimmer getragen, Andreas wirkt wie erstarrt.

## Produktionsnotizen
Sappho entstand im Ufa-Messter-Atelier in Berlin-Tempelhof und wurde am 9. September 1921 im U.T. Kurfürstendamm uraufgeführt. Die Länge des mit Jugendverbot belegten Fünfakters betrug 1665 Meter Länge. In Österreich lief der Film am 10. Februar 1922 an, in den USA von Samuel Goldwyn am 4. März 1923 unter dem Titel Mad Love vorgestellt.
Die Bauten entwarf Robert Neppach.

## Kritiken
Paimann’s Filmlisten resümierte: „Das Sujet variiert ein bereits des öfteren verwendetes Thema, die Aufmachung ist in den ersten Akten zwar über dem Durchschnitt, wird aber erst im letzten Teil durch hervorragende Festszenen großzügig, um in den Bildern vor und nach der Ermordung der Mondäne ihren Höhepunkt zu erreichen. Das Spiel war durchwegs ein vorzügliches, die Photographie sehr gut.“

„…bezüglich der technischen Qualität ist der Film schlechter als amerikanische Filme vor zehn Jahren. Die Idee zeigt Trash, Sexwirrwarr und Vulgarität, und die Umsetzung ist absurd. Das einzige, was dieser Film besitzt, sind die umfangreichen Filmbauten und einige Massenszenen. […] Pola Negri, ein abscheuliches, deutsches Make-Up aufgetragen, mag der Berliner Idee einer unwiderstehlichen Sirene entsprechen, aber ihre Arbeitsleistung ist zu grobschlächtig für den Broadway. Alles was sie anstellt ist nichts anderes als eine Neuauflage des Theda Bara-Typus, den Amerika seit einigen Jahren von der Leinwand entfernt hat.“

In der New York Times war in der Ausgabe vom 5. März 1923 anlässlich der US-amerikanischen Erstaufführung von Mad Love folgendes zu lesen: „…dieselbe dynamische, lebhafte, virtuose Pola, die die Dubarry, die Carmen und die Kameliendame live auf der Leinwand als wirkliche Menschen spielte, die sie vielleicht kennen lernen würden, oder, wenn sie weise sind, ihnen fern bleiben würden. Diesmal ist ihre Rolle unterschiedlich aber doch von derselben Art. Einzig ihre Vielfalt macht schließlich den Unterschied. Sie überzeugt sie ein weiteres Mal davon, dass sie eine ganz spezielle Person ist, die sie spielt und niemand sonst, aber tatsächlich ist sie einfach nur eine weitere Carmen oder eine weitere Kameliendame. Nun, diesmal ist es Sappho. […] Und am Schluss stirbt diese Frau natürlich. Die Geschichte mag amoralisch sein, wenn sie es nicht tut, oder womöglich nicht überzeugend, was genauso schlecht ist.“

„Diesen Film zu zeigen ist eine Zumutung für die Öffentlichkeit. Obgleich besser als alle Pola Negri-Filme, die in Amerika gezeigt wurden mit Ausnahme von „Madame Dubarry“, ist dieser nicht eine derjenigen, die die amerikanischen Kinogänger ansprechen. An ihm gibt es absolut nichts sympathisches.“

„Polas Spiel besitzt Hingabe, aber es ist zu ausufernd. Das gibt es keine Spitzfindigkeit, die sie einst unter Lubitsch gezeigt hatte. Die männlichen Rollen zeichnen sich alle durch Übertriebenheit im Spiel aus, und die Handhabung ihrer diversen Episoden sind extrem ungeschickt.“